# Cultura del Milazzese

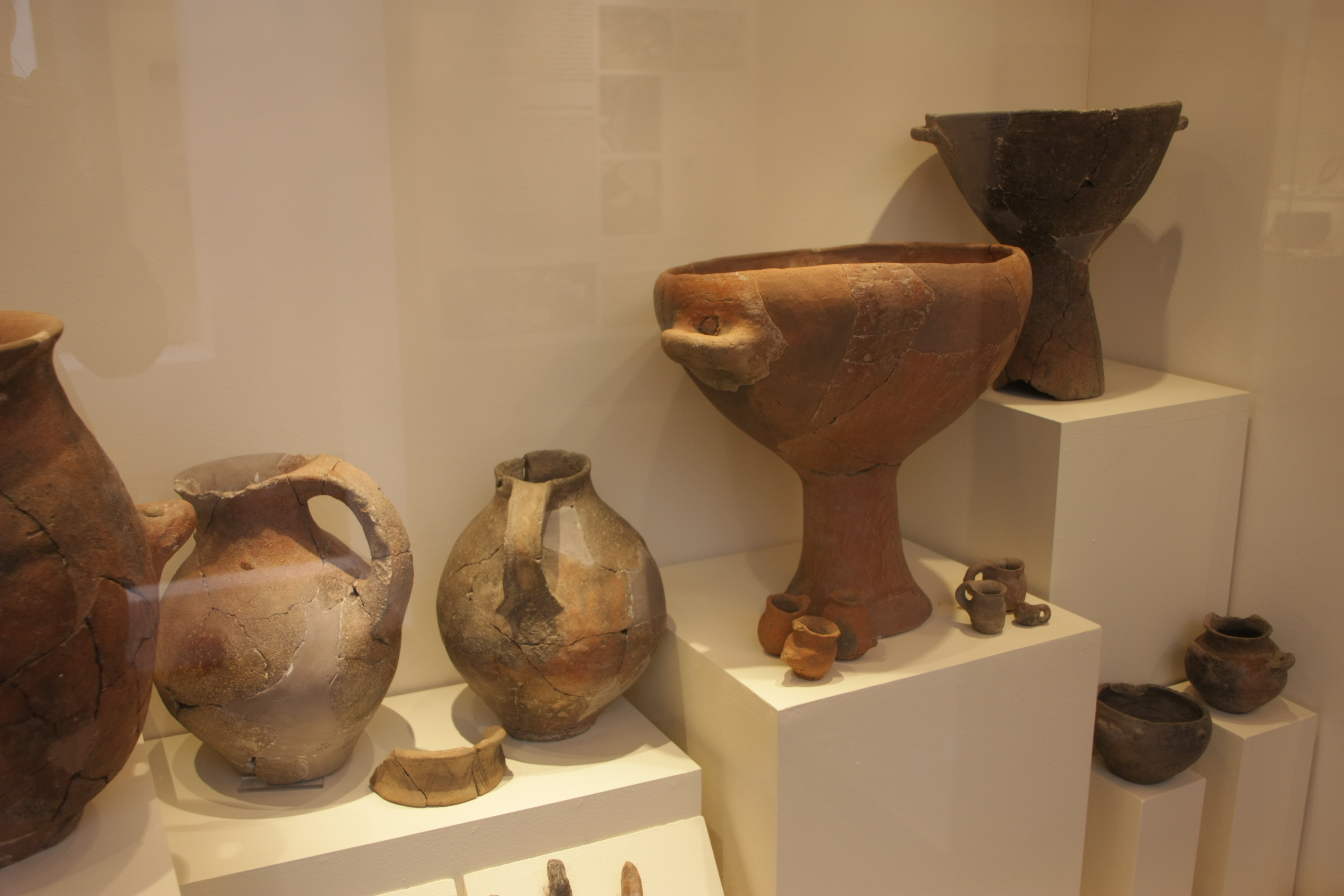
Olle, brocche e coppe su altopiede dal Museo archeologico regionale eoliano.

La cultura del Milazzese prende il nome dall'omonimo capo nell'isola di Panarea in Sicilia in cui è presente un villaggio dell'età del bronzo medio.
Molti aspetti culturali legano la cultura del Milazzese con quella di Thapsos nei pressi di Siracusa secondo un arco temporale che va dal 1500 a.C. al 1300 a.C. coprendo tutte le isole Eolie eccetto Vulcano.

## La ceramica

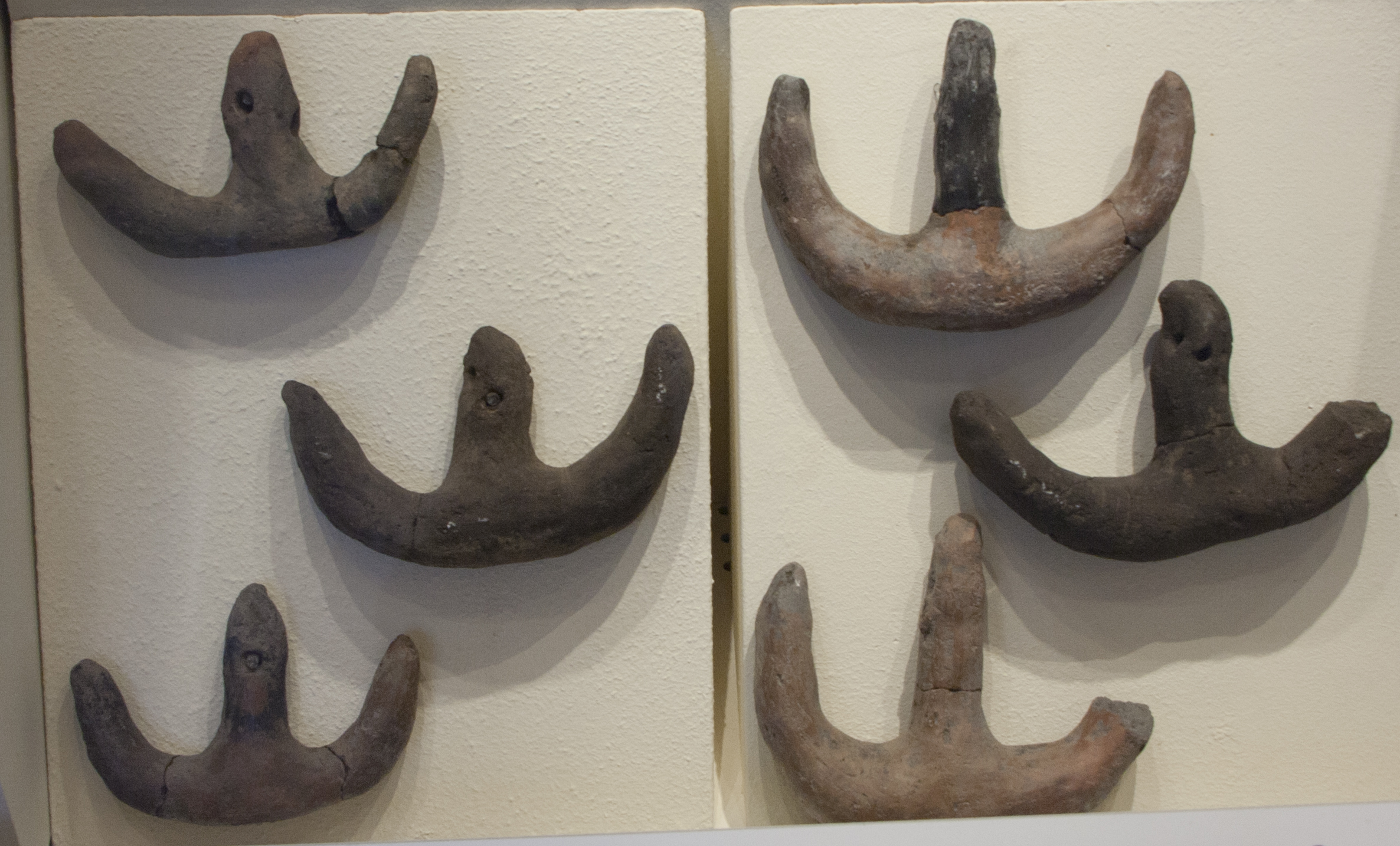
Uncini di argilla per appendere abiti

La produzione ceramica mostra differenti usi in base alle funzioni proprie a cui è adibita. I pithoi (grandi vasi) erano fissati al suolo e potevano contenere fino a 500 litri di liquidi, costituendo un importante elemento di dispensa. Questi vasi erano diffusi anche in altri siti della Sicilia tirrenica e venivano spesso utilizzati anche per seppellire i defunti. Mentre le olle, di forma ovoidale o globulare con due manici erano usati per la dispensa degli alimenti. 
Tra gli oggetti di vita quotidiana vi sono anche le teglie e scodelle, per la cottura di pane e alimenti vari, o usati capovolti come coperchi. Tipiche della cultura del Milazzese sono anche le coppe su alto piede (simili a quelle di Pantalica) alte anche un metro, utilizzate per servire il cibo. I vasi a clessidra, cioè delle scodelle con basso piede e un foro al centro, forse servivano come imbuto o filtro. Le brocche erano usate per versare liquidi ed erano spesso riccamente decorate con disegni geometrici come linee, triangoli e fasce. Nella decorazione era spesso usata una pasta bianca.
Tra i ritrovamenti vi sono anche dei pesi in argilla di varie forme tra cui gli uncini che servivano per appendere gli abiti.

## I metalli
Sono rari i rinvenimenti di metalli, tuttavia dal villaggio di Portella a Salina provengono una spada in bronzo e una grappa in stagno importate. Tuttavia questo non esclude una lavorazione locale del metallo dato che sono state rinvenute forme di fusione nel villaggio di Punta Milazzese e a Portella.

## Gli influssi esterni

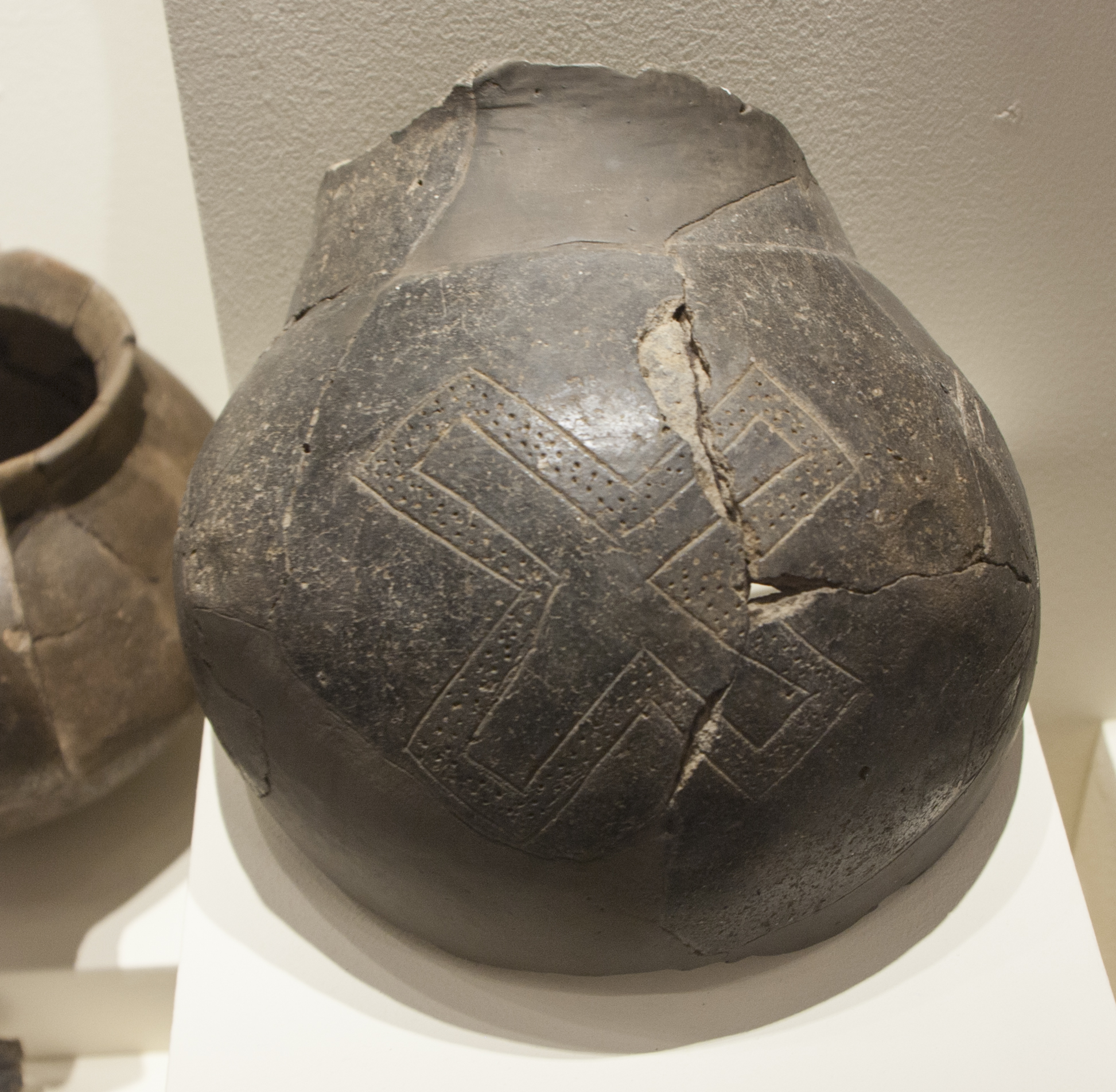
Un esempio di decorazione a croce proveniente dal villaggio di Punta Milazzese.

La presenza di ceramica non locale dimostra la presenza di vasti scambi tra popolazioni di culture diverse. Attraverso i ritrovamenti è possibile attestare dei contatti (se non addirittura la presenza fisica) con genti della zona peninsulare appenninica, attraverso la cultura Appenninica.
Proprio come già avveniva nella precedente cultura di Capo Graziano così avviene anche in quella Milazzese, ossia la presenza di fitta importazione di manufatti dalle zone egee (Micene, Cipro, Cicladi) con ceramica dipinta e lavorata al tornio, nonché ornamenti preziosi. Essi appartengono alla fase del Tardo Elladico IIA e IIA2 (1410-1315 a.C.) e qualche reperto della fase IIB (1350-1190 a.C.).

## Una protoscrittura
Su alcuni vasi del Milazzese si trovano dei caratteri incisi prima della cottura. Essi hanno una caratteristica ornamentale e non e sembrano imitare la scrittura come la beta a rovesci, il triangolo e la croce. I caratteri derivano da quelli della lineare A del mondo egeo e le decorazioni dalla cultura appenninica. A tutt'oggi però non sono stati pienamente interpretati.

## La fine della cultura del Milazzese
Verso la fine del 1300 a.C. tutti i villaggi di questa cultura verranno rapidamente abbandonati, probabilmente a seguito di episodi violenti dato che si riscontrano tracce di incendi che hanno lasciato un tappeto di cenere. Questo processo non riguarda solo le Isole Eolie ma anche gli abitati della stessa cultura presso la costa della Calabria Tirrenica, dove probabilmente gli eoliani avevano esteso il loro dominio. L'ipotesi è quella di un'azione corale contro queste popolazioni, ma si deve anche aggiungere l'impulso di una crisi climatica che coinvolse il bacino del Mediterraneo. Il popolo che prenderà il posto insediandosi nell'isola di Lipari dalla fine del 1300 al 900 a.C. è quello degli Ausoni.
I reperti della cultura del Milazzese sono presenti presso il Museo archeologico regionale eoliano.

## Galleria d'immagini

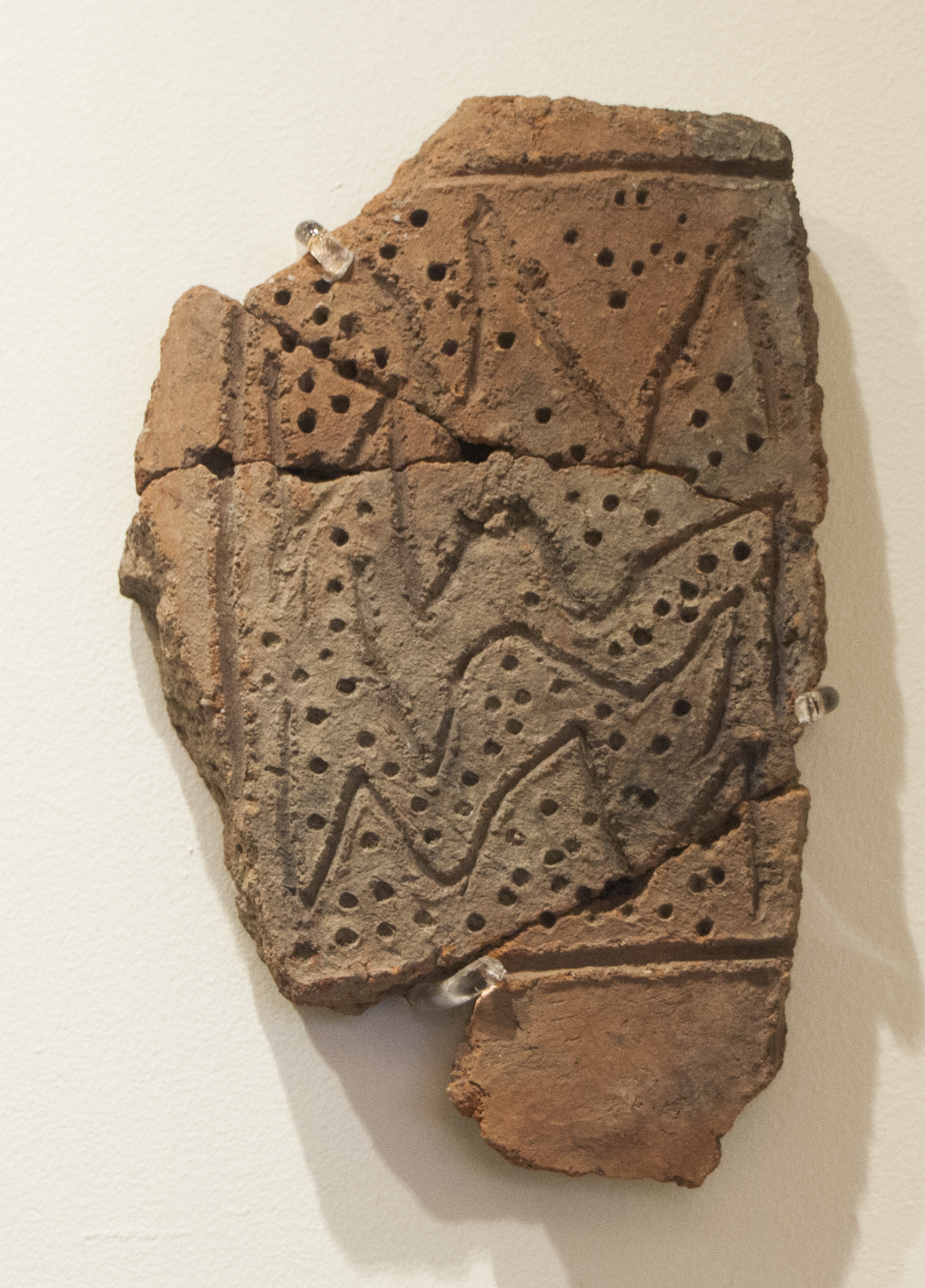
Ceramica egea
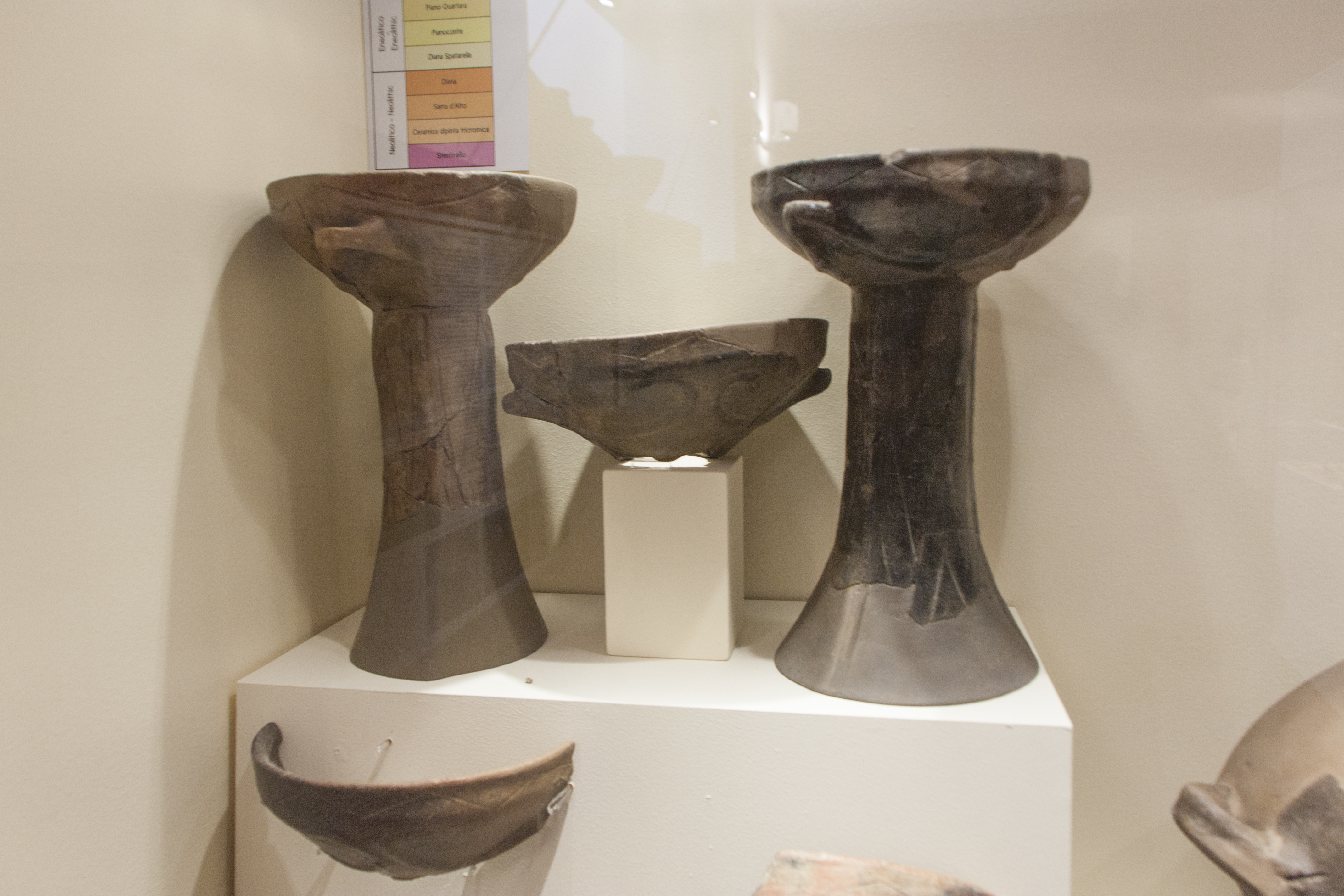
Coppe su altopiede
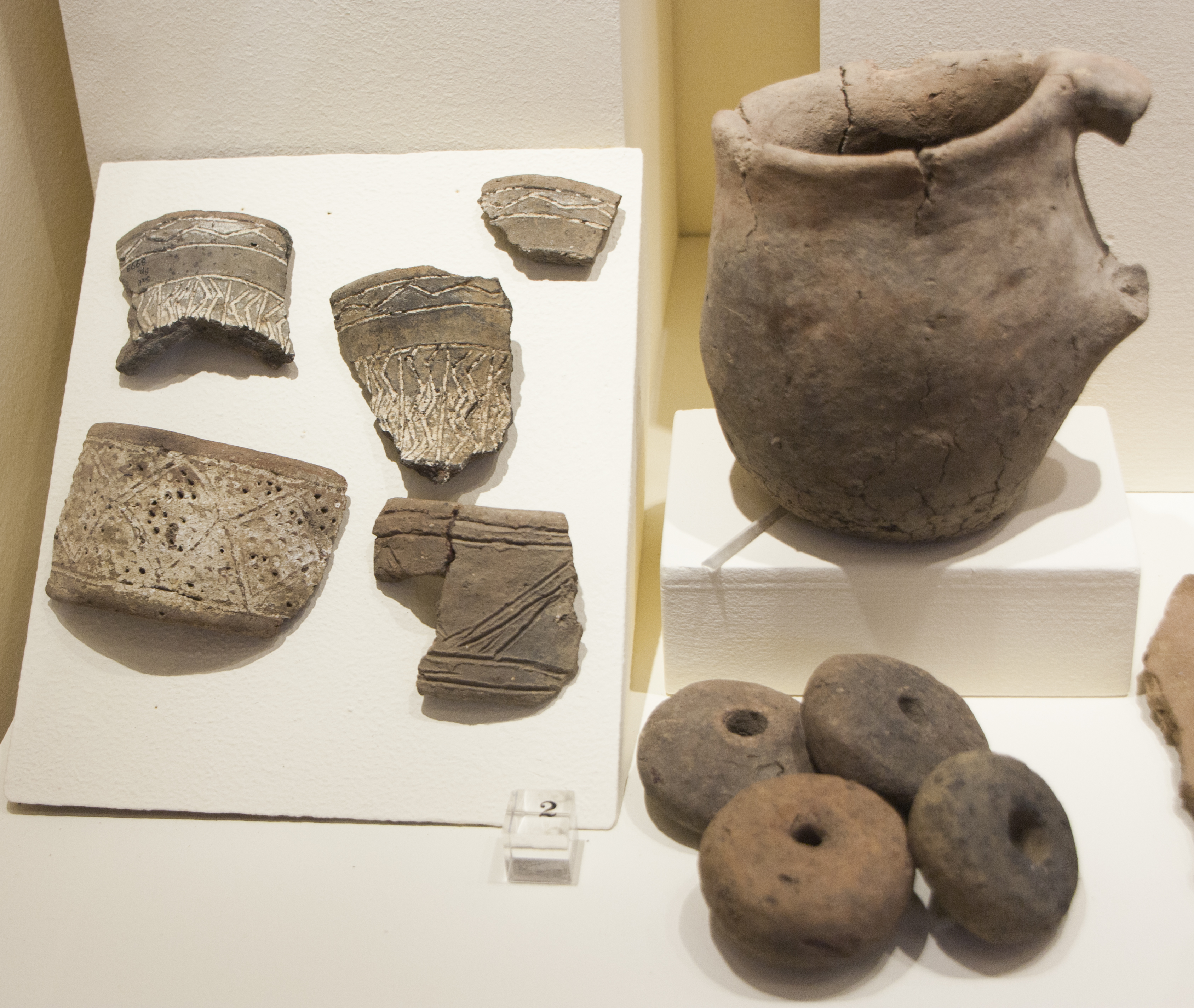